# Beaufremont
Beaufremont é uma comuna francesa na região administrativa do Grande Leste, no departamento de Vosges. Estende-se por uma área de 9.02 km², e possui 89 habitantes, segundo o censo de 2018, com uma densidade de 9.9 hab/km².